# Luísa Henriqueta de Lorena
Luísa de Lorena (Luísa Henriqueta Gabriela; 30 de dezembro de 1718 - 5 de setembro de 1788) foi uma nobre francesa e membro da Casa de Lorena. Casou-se com Godofredo Carlos de La Tour de Auvérnia e foi duquesa de Bulhão.

## Biografia
Filha de Carlos Luís de Lorena, Conde de Marsan, Príncipe de Mortagne e sua esposa Isabel de Roquelaure, ela foi a segunda de quatro filhos. Seu irmão mais novo, Gastão João Batista Carlos, era o marido de Maria Luísa de Rohan, futura governanta de Luís XVI e seus irmãos. Gastão morreu de varíola aos vinte e dois anos. Seu irmão mais novo era Camilo, Príncipe de Marsan.
Ela era conhecida simplesmente como Luísa. Denominada Mademoiselle de Marsan antes de seu casamento, como descendente de linhagem masculina da Casa de Lorena, ela tinha direito ao estilo de Alteza.
Ela era uma canônica da prestigiosa Abadia de Remiremont em Remiremont, nos vosges em Lorena. Remiremont esteve intimamente relacionado com os Lorena por séculos. Foi nomeada canônica em 1733.
Ela estava noiva de Godofredo de La Tour de Auvérnia, único filho e herdeiro de Carlos Godofredo de La Tour de Auvérnia e de sua esposa polonesa Maria Carolina Sobieska. O casal se casou em 27 de novembro de 1743. Seu marido, como herdeiro do Ducado de Bulhão, recebeu o título de Príncipe de Turenne; como tal, Luísa se tornou a Princesa de Turenne. O casamento do casal foi realizado pelo Cardeal d'Avergne, primo do marido; eles se casaram no Hôtel de seu irmão mais novo, Luís Camilo de Lorena. O marido era nove anos mais novo que ela.
O casal teve quatro filhos, dos quais dois sobreviveram à infância. Com a morte de seu sogro, Carlos Godofredo de La Tour de Auvérnia, seu marido se tornou o novo Duque de Bulhão.
Ela morreu no Hôtel de Bouillon em Paris, com 69 anos, durante a noite de 4 a 5 de setembro de 1788. No ano seguinte à sua morte, seu marido se casou novamente; com Maria Francisca Henriqueta de Banastre, uma menina quarenta e sete anos mais nova que ele e filha de um de seus criados.
Seu irmão Camilo, Príncipe de Marsan, também morreu no Hôtel de Bouillon em 1780.
Ela foi enterrada na Igreja de São Sulpício, em Paris, em 9 de setembro. Com a morte de seu marido, em 1792, seu filho ascendeu como o novo duque; mas não teve filhos e, assim, a Casa de La Tour de Auvérnia foi extinta.
Ela não tem descendentes sobreviventes conhecidos; os príncipes de Guéméné (membros da Casa de Rohan) reivindicam o ducado de Bulhão através da cunhada de Luísa, Maria Luísa de La Tour de Auvérnia, que se casou com o príncipe de Guéméné e tem descendentes na Áustria moderna.

## Descendência
- Jaime Leopoldo Carlos Godofredo de La Tour de Auvérnia (15 de janeiro de 1746 – 7 de fevereiro de 1802) casou-se com Edviges de Hesse-Rotemburgo, neta de Ernesto Leopoldo, Conde de de Hesse-Rotemburgo e Leonor de Löwenstein-Wertheim-Rochefort; sem descendência;
- Carlos Luís Godofredo de La Tour de Auvérnia, Príncipe de Auvergne (22 de setembro de 1749 – 23 de outubro de 1767) não se casou;
- Luís Henrique de La Tour de Auvérnia, Duque de Albret (20 de fevereiro de 1753 – 7 de março de 1753) morreu na infância;
- Filha natimorta (3 de abril de 1756)[1]

## Títulos e estilos
- 30 de dezembro de 1718 – 27 de novembro de 1743 Sua Alteza Mademoiselle de Marsan
- 27 de novembro de 1743 – 24 de outubro de 1771 Sua Alteza a Princesa de Turenne
- 24 de outubro de 1771 – 5 de setembro de 1788 Sua Alteza a Duquesa de Bulhão